# Ars Magica
Az Ars Magica egy szerepjáték, mely a Legendák Európájában, a 13. század Európájának egy mitikus változatában játszódik. A játék központi figurái a varázshasználó mágusok és szövetségeseik. A Játékot Jonathan Tweet és Mark Rein•Hagen adta ki 1987-ben. A jelen (ötödik) kiadást David Chart írta és az Atlas Games adta ki 2004-ben.
Az Ars Magica az úgynevezett Csapat-szerepjátékok egyik első képviselője. A kezdeti kiadások azt javasolták, hogy a játékosok együttműködve alkossák meg a történet világát és fonalát, így minden játékosnak megadva a lehetősége arra, hogy mesélőként és kalandozóként is részt vegyen a történet alakításában. Továbbá, mivel minden játékosnak több karaktere volt, megeshetett az is, hogy amennyiben valaki úgy érezte, fő karaktere nem megy el a többiekkel kalandozni (mert például épp elmerült valamiféle kutatásban), másodlagos karakterével (úgynevezett bajtársával) vehetett részt az akcióban. Azonban az újabb kiadásokban ez a vonal egyre gyöngült, míg végül a legújabb (5.) kiadásban már csupán mint egy opcionális stílus jelenik meg, melyet a könyv végében taglalnak csupán. Számos Csapat ugyanakkor megtartotta a több karakteres játékstílust, ám a klasszikus egyetlen mesélős megoldással ötvözve, avagy egy „fő mesélő” mellé, aki a történet fő száláért felelt néhány „mellék mesélőt” nevezett ki, kik bizonyos mellékszálakkal színesítették a történetet.
Hogy a történelmi környezet még inkább valósághű legyen, a játékban számos fontos kifejezést a középkori latin nyelven használja.

## Történelem
Az első két kiadást a Lion Rampant Games adta ki. 1991-ben a Lion Rampant egybeolvadt a White Wolf Magazine-nal, így létrejött a White Wolf Game Studio. A White Wolf jelentette meg a harmadik kiadást, mely magyarul is megjelent és nagyban kibővítette a korábbi kiadások történelmi anyagát és kisebb kiegészítő szabályokat, míg a fő szabályok érintetlenek maradtak. A White Wolf számos kiegészítőt is megjelentetett, mint például a Legendák Európájának régióit taglaló kiadványokat vagy történetvázlatokat. Később az Ars Magicát eladták a Wizards of the Coast-nak, akik további kiegészítőket készítettek, ám pont a negyedik kiadás megjelenése előtt eladták a jogokat a jelenlegi tulajdonosnak, az Atlas Games-nek.
Az 5. kiadást 2004-ben jelentette meg az Atlas Games, mely jelentős változtatásokat tartalmaz a rendszerben, főleg a harcrendszer és a karakterkészítés területén. Számos játékos úgy érzi, hogy a harcrendszer módosításaira mrár régen megérett az idő, különösen a páncélok terén, melyek a korábbi kiadásokban csupán valószínűbbé tették, hogy alkalmazójuk ott marad a csatamezőn, darabokban. Az Ars Magica 5. kiadása megnyerte az Origins Award díját, a 2004-es év legjobb szerepjátéka címet.
A White Wolf kiadó későbbi szerepjátékainak számos jellemzőjét már az Ars Magicaban is fel lehet lelni, többek között azért is, mert a cég rendszerfejlesztője az eredeti játék egyik társszerzője. Az általuk kiadott Mage: The Ascension játékot egy jelenkori Ars Magica ihlette, és a harmadik kiadás számos módosítását az igényelte, hogy kompatibilisebb legyen a sötétség világának többi játékával.

## Színtér
A játék színtere, a Legendák Európája a 13. század Európáján alapul, tehát a földrajza megegyezik és a mundán (nem mágikus) politikai viszonylatai gyakorlatilag megegyeznek. Azonban fontos különbség, hogy a középkori hiedelemvilág elemei – a nép babonái és képzetei- igazak. A gyermekeket valóban elragadják a tündérek, és a hegyek csúcsain és az erdők mélyén tényleg mesés lények tanyáznak.
A játékos karakterek között egyaránt vannak Mágusok, egyaránt pedig Bajtársak, olyan képzett nem-Mágusok (harcosok, erdőjárók, várurak stb) akik segítik a varázslót ügyei intézésében, hiszen a mágusok hajlamosak eltávolodni a földi világtól, hogy inkább a mágiát tanulmányozzák. Rajtuk kívül minden játékos számos Grogot, vagy csatlóst irányít, akik nem többek képzett közembereknél, parasztoknál vagy mosónőknél. A varázslók Conventusokban élnek, melyek a világtól elzárkózó rendházak vagy erődítmények, gyakran mágikus helyekre építve. A Conventus-ok a bázisai a mágusoknak, de sokszor fel kell kerekedniük, hogy a legkülönfélébb célokkal bejárják a Legendák Európáját. Némely forrás úgy véli, hogy a Convenvtus a főszereplője a játéknak.

### Hermész Rendje
A mágusok Hermész Rendjének egy házába tartoznak, mely társaságot és szabályzatát a Kódát Bonisagus alapította, aki létrehozott egy összefüggő módszert a mágia leírására, lehetővé téve hogy a mágusok megosszák egymással tudásokat. Emellett kidolgozta a Parma Magica-t, egy mágikus védelmi technikát, mely megóv az ártó szándékú mágikus behatásoktól (némely esetben a más szándékúaktól is) és így lehetővé teszi, hogy a mágusok – ha nem is határtalanul, de – megbízzanak egymásban. A Rend kötelékébe nem tartozók számára két út létezik: csatlakoznak vagy elpusztulnak, bár meg kell jegyezni, hogy a Rend nem ragaszkodik ahhoz, hogy a rendtagok mindkét lehetőségről felvilágosítsák az idegeneket.
A Rend Tribunálokra tagozódik, melyek mind a Legendák Európájának egy hozzávetőlegesen ország méretű régióját igazgatják. Három évente egyszer a Tribunál mágusai egy gyűlést rendeznek (melynek neve meglepő módon Tribunál), ahol az új mágusokat bemutatják a rendtagoknak és a Quaesitorok, a Rend bírái, döntenek azon vitás kérdésekben melyeket nem sikerült korábban egy Conventus berkein belül, vagy két Conventus között elrendezni. 33 évente egyszer minden Tribunál küld egy képviselőt a Nagy Tribunálra.
A tizenhárom Tribunál területei nagyjából követik az országok, királyságok egy csoportjának határvonalait. Minden tribunálnak megvan a saját kulturális és történelmi hangulata, mely nagyban befolyásolhatja a játék menetét. Például míg a Római tribunál egy sűrűn lakott terület mely rengeteg intrikára ad lehetőséget, de mágikus erőforrások terén erős hiányok tapasztalhatók, addig a Novgorodi tribunál területén ellenségesebbek a körülmények és a barbár hódítók hadjáratai és a mágikus szörnyek folyamatos problémát jelenthetnek.

#### Tribunálok
- Hiberniai Tribunál Írország és némely közeli sziget
- Loch Leglean Tribunál Skócia és az északi szigetvilág
- Stonehenge Tribunál Anglia és Wales
- Ibériai Tribunál Az Ibériai-félsziget területe
- Normandiai Tribunál Franciaország, Burgundia és Németalföld
- Provenszláv Tribunál Languedoc, Gascogne és a Pireneusok
- Rajnai Tribunál Nagyjából a Német-római Birodalom területe
- Nagy-Alpesi Tribunál Az Alpok és Bajorország
- Római Tribunál A Német-római Birodalom legdélebbi tartományai, Itália egésze, Szicília, Szardínia, Korzika, és Észak-Afrika
- Thébai Tribunál Hellasz, Kis-Ázsia és a görög szigetvilág
- Erdélyi Tribunál Magyar Királyság és Bulgária
- Levantei Tribunál Outremer királyság, pár elszórt Conventus Egyiptom, Kis-Ázsia és Szíria területén
- Novgorodi Tribunál Lengyelország, Orosz fejedelemségek, valamint az északi és szláv földek

Mint azt a  középkor királyságainál megszokhattuk, az egyes határok évről évre mozoghatnak, nincsenek egyértelműen kijelölve.

## Rendszer
A játék rendszere a tízoldalú dobókockán alapul. Minden cselekvés során a karakter nyolc tulajdonságértékének valamelyikét kell összeadni valamely releváns szakértelem értékkel és a kockadobással. Siker feltétele, hogy ezen összeg ne legyen alacsonyabb, mint a mesélő által előre meghatározott nehézség értéke, a célszám.
Képlettel a kudarc:
tulajdonság + szakértelem + dobás < célszám

### Kockadobás különlegességei
Amennyiben a cselekvés eredménye csak valamiféle szokványos siker vagy kudarc lehet (például egy cipőfűző megkötése), akkor az 1-10ig terjedő értéket adhat a kockadobás, amennyiben viszont rendkívüli siker vagy csúfos balsiker fordulhat elő (például meggyőzni a dühös sárkányt puszta szóval arról, hogy menjen vissza aludni), akkor Stressz dobásról beszélünk. Ekkor az 1-es és 0-s eredmény mást jelent: 0-s esetén komoly gondokat okozó balsiker következhet be, ha balsikerdobást is elrontja a játékos, míg az 1-est újra kell dobni, és ekkor már a 0-st tíznek számolva duplázni kell az eredményt, újabb egyesek esetén ismét.

### Művészetek
A játék azonban, mint azt a címe, a Mágia művészete is sejteti, a mágiarendszerre koncentrál. 15 Művészet létezik, 5 Technika és 10 Forma, melyek segítségével a mágus kimondja, mi az az alapvető hatás, mit el szeretne érni, milyen Technikával szeretné befolyásolni mely Formát. A Művészetek nevei a latin tárgyas szerkezetet követik.

#### Technikák
- Creo „Teremtek”! Segítségével tökéletes tárgyakat lehet létrehozni, vagy létezőket közelebb vinni a tökéletességhez.
- Intellego „Észlelek”! A dolgok kapcsolatait, titkait lehet ezen technikával fürkészni.
- Muto „Átalakítok”! A meg- és átváltoztatás művészete, mely során egy dologból egy másik, akár teljesen különbözőt hozhatunk létre.
- Perdo „Pusztítok”! Az öregség, betegség, sorvadás, rozsdásodás és halál előidézését alkalmazó művészet.
- Rego „Irányítok”! Ezen technikával a mágus nem a belső tulajdonságokat, hanem a külső hatásokat változtatja, így akár parancsot adhat, akár gerendákat fújhat el.

#### Formák
- Animal „Állatot” Ezen forma minden állatot tartalmaz, szárnyasat, patásat, pikkelyest, azonban baktériumok és vírusok nem ide, hanem az erők formájához tartoznak.
- Aquam „Vizet” Minden folyadékra ható forma.
- Auram „Levegőt” A levegő, szél és időjárás formája.
- Corpus „Testet” Emberek és más emberszerű hús-vér lények teste.
- Herbam „Növényt” Növények és gombák, husángok és gerelyek tartoznak ide.
- Ignem „Tüzet” A tűz, hő és fény formája.
- Imaginem „Képzeletet” Hangok, fények, érzetek formája, minden, ami látszólag van, de valójából nincs.
- Mentem „Elmét” Elmék, gondolatok és lelkek.
- Terram „Földet” A szilárd talaj, a kőzetek, föld, homok és szikla tartozik e művészethez
- Vim „Erőt, Hatalmat” Szellemek, Démonok és a Mágia erejének formája.

Így tehát a Creo Ignem varázslat tüzet teremt, legyen az fény vagy hő, míg a Perdo Ignem kioltja a lángokat lehűti a környezetet. Egy tipikus Perdo Imaginem láthatatlanná teszi a varázslót, hisz megszünteti képi megjelenését, a Rego Animal pedig az állatok feletti uralmat adja a mágus kezébe.
Vannak esetek, mely nem egyértelműen tartoznak egy formához, ez esetben beszélünk követelményről. Ilyenkor mindkét forma számít, és csak a kettőből kevésbé ismert erejét tudja alkalmazni a varázshasználó. Például földé változtatni egy testet az Muto Corpus, de Terram nélkül nem sikerülhet.